# Síndrome de Beckwith-Wiedemann
El  síndrome Beckwith-Wiedemann (SBW) es una enfermedad genética o epigenética  asociada con un elevado riesgo de formación de tumor embriónico.  La enfermedad es causada en genes reguladores del crecimiento en el cromosoma 11(en la región 11p15.5) o por errores en impronta genómica. Los pacientes presentan de forma típica vísceras fuera de la zona abdominal (onfalocele), lengua grande (macroglosia), y peso elevado al nacer (macrosomía). La primera descripción fue realizada por Hans-Rudolf Wiedemann y  John Bruce Beckwith en 1969.

## Historia
En la década de 1960, el doctor John Bruce Beckwith, patólogo americano, y el doctor Hans-Rudolf Wiedemann, pediatra alemán, reportaron de manera independiente casos de un nuevo síndrome. Originalmente denominado síndrome EMG (Exónfalo, Macroglosia y Gigantismo), este síndrome llegó a ser conocido como el síndrome de Beckwith-Wiedemann o síndrome Wiedemann Beckwith.
El doctor Hans-Rudolf Wiedemann describió el término EMG como una combinación de hernia umbilical congénita (Exónfalo), lenguas largas (Macroglosia) y cuerpos grandes o extremidades largas (Gigantismo). Conforme avanzó el tiempo,  esta constelación fue renombrada como síndrome de Becwith-Wiedemann, siguiendo las observaciones del profesor John Bruce Beckwith, quién también observó un severo incremento en el tamaño de las glándulas suprarrenales en algunos de sus pacientes.

## Epidemiología
Se tienen datos de una prevalencia de 1/13700 aunque dado que existen fenotipos que desarrollan la enfermedad de forma muy leve es posible que sea una estimación a la baja con respecto a la real.
Se trata de una enfermedad que afecta a diversos grupos étnicos y tanto a hombres como a mujeres.

## Etiología
Se trata de una enfermedad causada por defectos epigenéticos. Afecta a individuos con elevado riesgo de desarrollar los tumores de Wilms tanto como otras neoplasias del tipo hepatoblastomas. Por esta razón, los médicos deben recomendar controles periódicos para el diagnóstico de esos tumores en niños diagnosticados con SBW.  Los tests de control deben incluir imágenes de ultrasonido de abdomen o renal y niveles de suero alfa-fetoproteína. 
En la región 15.5 del brazo p del cromosoma 11 (11p15) se encuentra el locus que presenta alteraciones epigenéticas en los individuos con el síndrome. Se trata de un clúster de impronta genómica con dos dominios diferenciados. El dominio 1 presenta dos genes con impronta: un RNA (H19) no codificante y IGF-2, un factor de crecimiento de tipo insulina. El centro de impronta IC1 se encuentra normalmente metilado en el cromosoma paterno y sin metilar en el materno, de forma que IGF2 se expresa desde el paterno y H19 desde el materno. El dominio 2 tiene varios genes con impronta, incluyendo a CDKN1C, KCNQ1, y KCNQ1OT1. Su centro de impronta (ICR2) suele estar metilado en el materno y sin metilar en el paterno, de forma que CDKN1C y KCNQ1 se expresan desde el materno y KCNQ1OT1 desde el paterno. 
Las principales causas genéticas a las que puede ser debido el síndrome son:
- La pérdida de metilación en el ICR2 en el cromosoma materno.
- La ganancia de metilación en el ICR1 en el cromosoma materno.
- Mutación del alelo maternal CDKN1C
- Disomía uniparental paterna de la región 11p15.5
- Duplicación, inversión o translocación de la región 11p15.5
- Microdeleciones o duplicaciones en la región 11p15.5

Los niños concebidos por fecundación in vitro son de tres a cuatro veces más propensos a desarrollar la enfermedad.

Es de destacar la función CDKN1C. Este es un gen que codifica una proteína inhibidora de la CDK (cyclin-dependent kinase o quinasa dependiente de ciclina), actuando como regulador negativo de la proliferación celular y, por tanto, haciendo a CDKN1C un gen supresor de tumores. Este también se activa durante el desarrollo embrionario, previniendo que el feto crezca demasiado. Ya que es expresado preferentemente en el alelo materno, la hipometilación en la región ICR2 de este puede resultar en patologías como cáncer o el síndrome de Beckwith-Weidemann.

## Cuadro clínico
El fenotipo de los enfermos es variable, pero existen una serie de signos y síntomas presentes en un gran número de casos.
- Durante el periodo prenatal y perinatal
  - Incidencia hasta de un 50% de nacimiento prematuro, macrosomía fetal, y polihidramnios.
  - Cordón umbilical largo
  - Placenta con tamaño superior a lo normal
  - Displasia mesenquimal de la placenta.[9]

- Durante la infancia y el crecimiento
  - La macrogolosia y macrosomía presentes en el nacimiento se mantienen aunque también se ha observado una disminución postnatal.[10]
  - Los individuos suelen mostrar un crecimiento rápido en la infancia temprana, pero finalmente la talla se mantiene en los límites más altos de lo normal.
  - Hemihiperplasia que afecta a diferentes segmentos del cuerpo, pudiendo afectar a lados diferentes del cuerpo.[11]

- En general
  - Anormalidades metabólicas: se ha documentado hipoglucemia neonatal, aunque la mayoría de los casos son leves y durante un periodo limitado de tiempo. Algunos casos más tardíos se observan en ocasiones. Aunque menos comunes, también aparecen casos de hipotiroidismo, hiperlipidosis, hipercolesterolemia y policitemia. Por último, también se observa hipercalcemia renal incluso con ausencia de otras anormalidades, en un porcentaje aproximado del 22% de los individuos con el síndrome.[12]
  - Anormalidades estructurales
  - Neoplasia

## Diagnóstico
No hay un criterio consensuado sobre el diagnóstico del Beckwith-Wiedemann, aunque existen signos asociados con el síndrome menos comunes en el resto de la población. Hay que considerar asimismo que niños con un fenotipo más leve pueden desarrollar los tumores porque sean mosaicos, por lo que es de importancia realizar un test genético para confirmar el diagnóstico.
Observaciones mayoritariamente asociadas con el síndrome de Beckwith-Wiedemann:
- Historial familiar positivo (uno o más miembros de la familia diagnosticados con el síndrome o con un historial que lo sugiera)
- Macrosomía
- Pliegues en el lóbulo de la oreja
- Macroglosia
- Onfalocele / Hernia umbilical
- Visceromegalia
- Tumor embrionario (de Wilms, hepatoblastoma, neuroblastoma, rabdomiosarcoma)
- Hemihiperplasia
- Citomegalia del cortex adrenal fetal.
- Anormalidades renales
- Displasia mesenquimal de la placenta
- Cardiomegalia
- Paladar hendido

Observaciones minoritariamente asociadas con el síndrome de Beckwith-Wiedemann:
- Polihidramnios y prematuridad
- Hipoglucemia neonatal
- Malformaciones vasculares
- Anomalías cardíacas estructurales
- Diastasis recti
- Edad ósea avanzada
- Rasgos faciales característicos, como hipoplasia de media cara o pliegues infraorbitales.

## Diagnóstico diferencial
Se suele considerar este síndrome cuando se está realizando un diagnóstico diferencial de niños que presentan sobrecrecimiento. No obstante existen otros síndromes relacionados con sobrecrecimiento que también tienen que considerarse. Si no ha ocurrido hipoxia ni hipoglicemia y no se observan anomalías cromosómicas, pero hay un retraso en el desarrollo, se tienen que considerar otras causas, de la misma forma que los defectos cardíacos pueden deberse a los síndromes de Simpson-Golabi-Behmel y Costello. 
Al Simpson-Golabi-Behmel también se le pueden deber muchos signos que aparecen en el Beckwith Wiedemann, como la visceromegalia, las anomalías renales, la macroglosia y la macrosomía.
El síndrome de Perlman, al tener una alta incidencia de tumor de Wilms y presentar los enfermos macrosomía, debe ser considerado también en el diagnóstico. Los datos actuales sugieren que es un síndrome distinto genéticamente del Beckwith Wiedemann, pero no obstante no se ha identificado todavía el gen o genes causante del Perlman.
Asimismo, el síndrome de Sotos es una enfermedad que también genera macrosomía y deficiencia intelectual, por lo que si se encuentra este fenotipo pero no otros rasgos característicos del Beckwith Wiedemann, analizar el gen NSD1 en búsqueda de las mutaciones causantes del Sotos es una opción recomendada.
Otro de los signos que aparece en varios síndromes pero también en el Beckwith-Wiedemann es la hemihiperplasia. Algunos de ellos son el síndrome de Proteus, el síndrome de Klippel-Trenaunay-Weber y la neurofibromatosis de tipo 1.

## Tratamiento
Los bebés con hipoglucemia se pueden tratar con líquidos suministrados a través de una vena (solución intravenosa).
Puede ser necesario reparar los defectos de la pared abdominal. Al niño se le debe realizar un cuidadoso seguimiento para vigilar la aparición de tumores.

## Pronóstico
Los niños con el síndrome de Beckwith-Wiedemann que sobreviven al período de la lactancia tienen un buen pronóstico, aunque se dispone de poca información sobre un seguimiento a largo plazo de la enfermedad. El desarrollo mental parece ir de normal a ligeramente disminuido. La hinchazón de la lengua puede causar problemas con la alimentación y el sueño.